# プリトビパティ・シャハ
プリトビパティ・シャハ（Prithvipati Shah、生年不詳 - 1716年）は、ネパール、ゴルカ王国の第8代君主（在位：1673年 - 1716年）。第7代君主ルドラ・シャハの息子。

## 生涯
1673年、父王ルドラ・シャハが死亡したことにより、王位を継承した。
プリトビパティはラーム・シャハ以来続いてきたパタンとの友好政策を転換し、三都マッラ朝（パタン・マッラ朝、カトマンズ・マッラ朝、バクタプル・マッラ朝）に対して様々な権謀戦術を用いた。それはゴルカの影響力を盆地に浸透させるためでもあった。
1678年、カトマンズを訪れてヌリペーンドラ・マッラと会い、カトマンズ・マッラ朝と同盟し、新たな外交政策に乗り出した。
その後、1683年にはパタン王シュリーニヴァーサ・マッラと談合したが、1685年に同王が退位すると、カトマンズ王パールティヴェーンドラ・マッラ、バクタプル王ジターミトラ・マッラとカトマンズで会合し、パタンを孤立化させた。
1700年、カトマンズ王ブーパーレーンドラ・マッラが死亡すると、今度はバクタプル王ブーパティーンドラ・マッラに味方し、パタンに圧力をかけ、カトマンズを孤立させた。
1716年、プリトビパティ・シャハは死亡し、孫ナラ・ブーパール・シャハが王位を継承した。